# Distretto di Alonso de Alvarado
Il distretto di Alonso de Alvarado è uno degli undici distretti  della provincia di Lamas, in Perù. Si trova nella regione di San Martín e si estende su una superficie di 294,2 chilometri quadrati.

Istituito il 29 dicembre 1964, ha per capitale la città di Roque; al censimento 2005 contava 11.903 abitanti.